# Aphodius prodromus
Aphodius prodromus là một loài bọ cánh cứng trong họ Scarabaeidae. Loài này được Braham miêu tả khoa học năm 1790.